# ラリサ・ラチニナ
ラリサ・ラチニナ（ロシア語: Лари́са Семёновна Латы́нина、1934年12月27日 - ）は、ソビエト連邦（現ウクライナ）出身の体操選手。

## 経歴
最初はバレエをしていたが、振付師が引っ越してしまったため、体操に転向。
1954年の世界選手権で19歳で国際大会デビューし、団体で金メダルを獲得。
1956年メルボルン、1960年ローマ、1964年東京と、3度の夏季オリンピックに出場。金メダル9個、銀メダル5個、銅メダル4個を獲得した。
金メダル9個は水泳のマイケル・フェルプスの23個に次ぎ、陸上のパーヴォ・ヌルミ、水泳のマーク・スピッツ、陸上のカール・ルイスと並ぶ2位タイ記録。
1966年世界選手権後に引退。1977年までソ連ナショナルチームのコーチを務めた。
1998年に国際体操殿堂入り。